# A Touch of Love (película de 1915)
A Touch of Love es un cortometraje dramático de cine mudo, dirigido por el anglo-estadounidense Tom Ricketts y protagonizado por los actores Vivian Rich, Harry Van Meter y Charlotte Burton. Fue estrenado el 7 de abril de 1915 en Estados Unidos.

## Reparto
| Actor            | Personaje |
| ---------------- | --------- |
| Vivian Rich      | Fannie    |
| Harry Van Meter  | Jim       |
| Charlotte Burton | Martha    |
| Reaves Eason     | Bill      |
| Jack Richardson  | Steve     |
| Louise Lester    |           |